# 內政部警政署國道公路警察局
內政部警政署國道公路警察局（National Highway Police Bureau, HPB），簡稱國道公路警察局、公路警察局、公警局，為中華民國內政部警政署附屬警察機關，屬中央政府四級機關，職司維護中華民國國道高速公路及經指定之部分臺灣快速道路、臺灣省道交通秩序和治安維護工作。

## 機關沿革

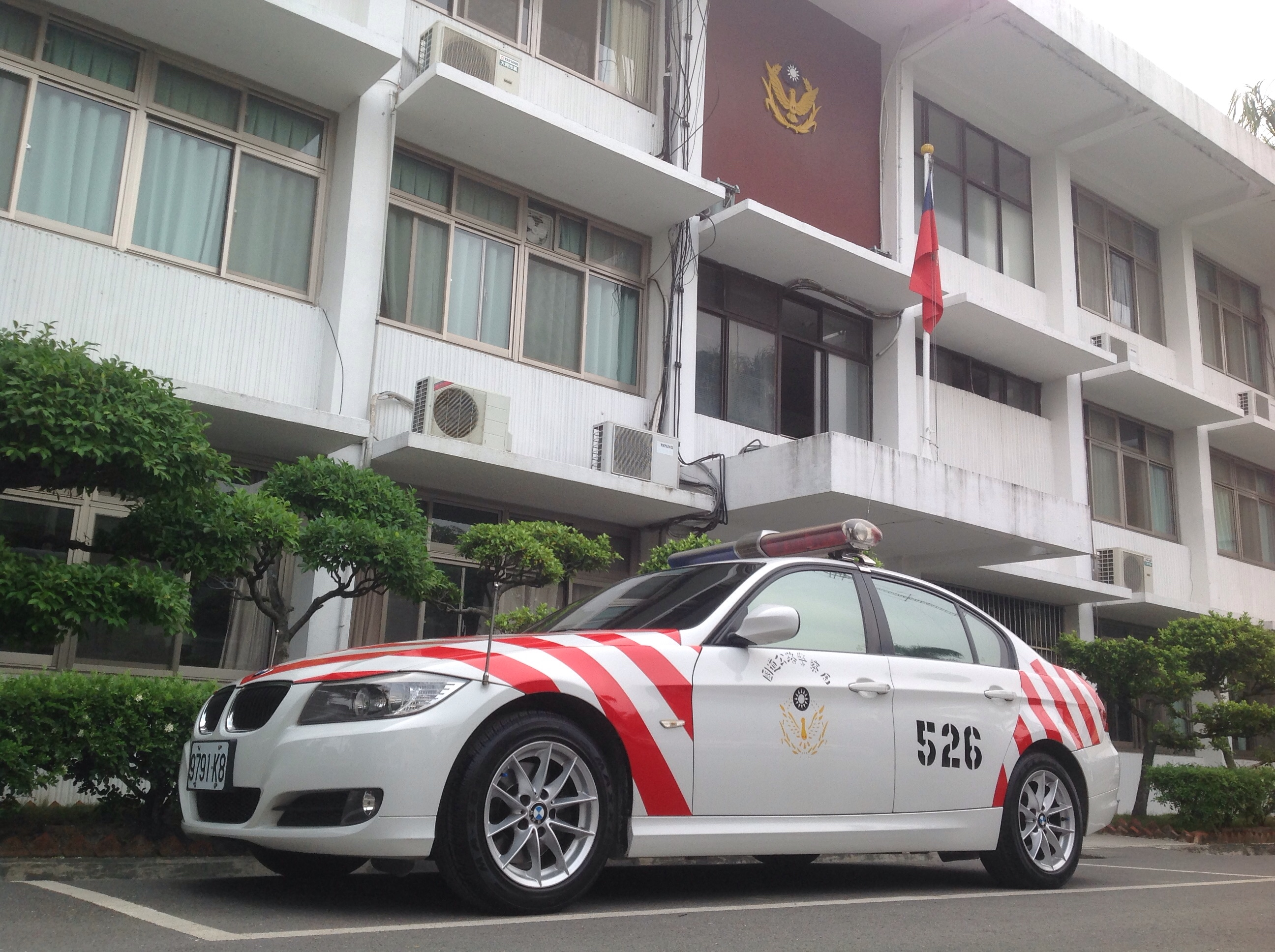
隸屬國道公路警察局第五警察大隊岡山分隊的BMW3系巡邏車

- 公路警察創始於1945年，當時屬駐衛警察形態，隸屬臺灣省公路局。

- 1950年改組整編為臺灣省公路局駐衛警察隊。

- 1952年改組編制為臺灣省公路警察隊。

- 1970年擴大整編為臺灣省公路警察大隊。

- 1978年10月31日中山高速公路全線通車。1979年3月1日內政部警政署公路警察局成立，兼掌臺灣省公路警察大隊業務。

- 本局修編組織條例，於1993年1月7日經立法院三讀通過，同年2月5日奉總統令公布，定名為內政部警政署國道公路警察局。

- 1995年4月內政部警政署與臺灣省警務處分開辦公；臺灣省公路警察大隊於同年12月1日遷往臺中市，其後即專責辦理國道交通與治安維護任務。

- 1999年7月1日本局配合辦理臺灣省政府功能業務與組織調整案，整併臺灣省公路警察大隊，負責國道、省道、快速道路交通與治安維護任務。

## 業務執掌
依《內政部警政署組織法》第6條及《內政部警政署國道公路警察局組織規程》第2條規定，國道公路警察局掌理下列事項：
1. 交通秩序及道路設施（含橋樑、隧道）之安全維護。
2. 違反公路交通管理事件之稽查取締。
3. 行車事故之處理。
4. 行車旅客、貨運之安全維護。
5. 國道公路路權範圍內違法案件之偵防與處理及違章事件之協助處理。
6. 地磅、服務區與休息站等之交通秩序維護及稽查取締。
7. 經指定之快速公路行車安全秩序之維護。
8. 其他有關協助國道公路法令推行及警察業務之規劃、督導等事項。

## 組織[1]

### 局本部
- 局長
  - 副局長
  - 主任秘書
- 督訓科
  - 督察長
- 交通

### 轄區與分隊

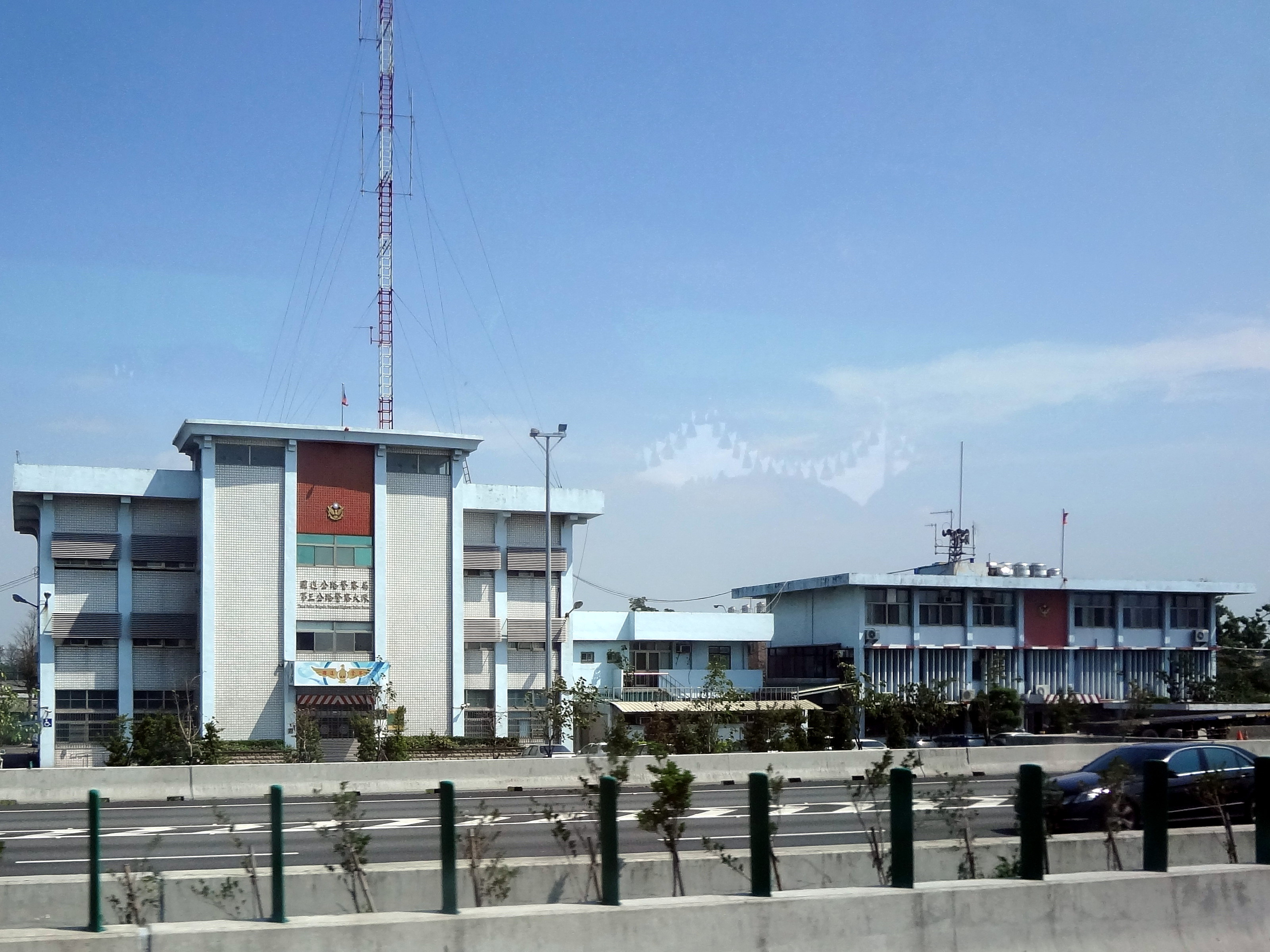
第三公路警察大隊隊部

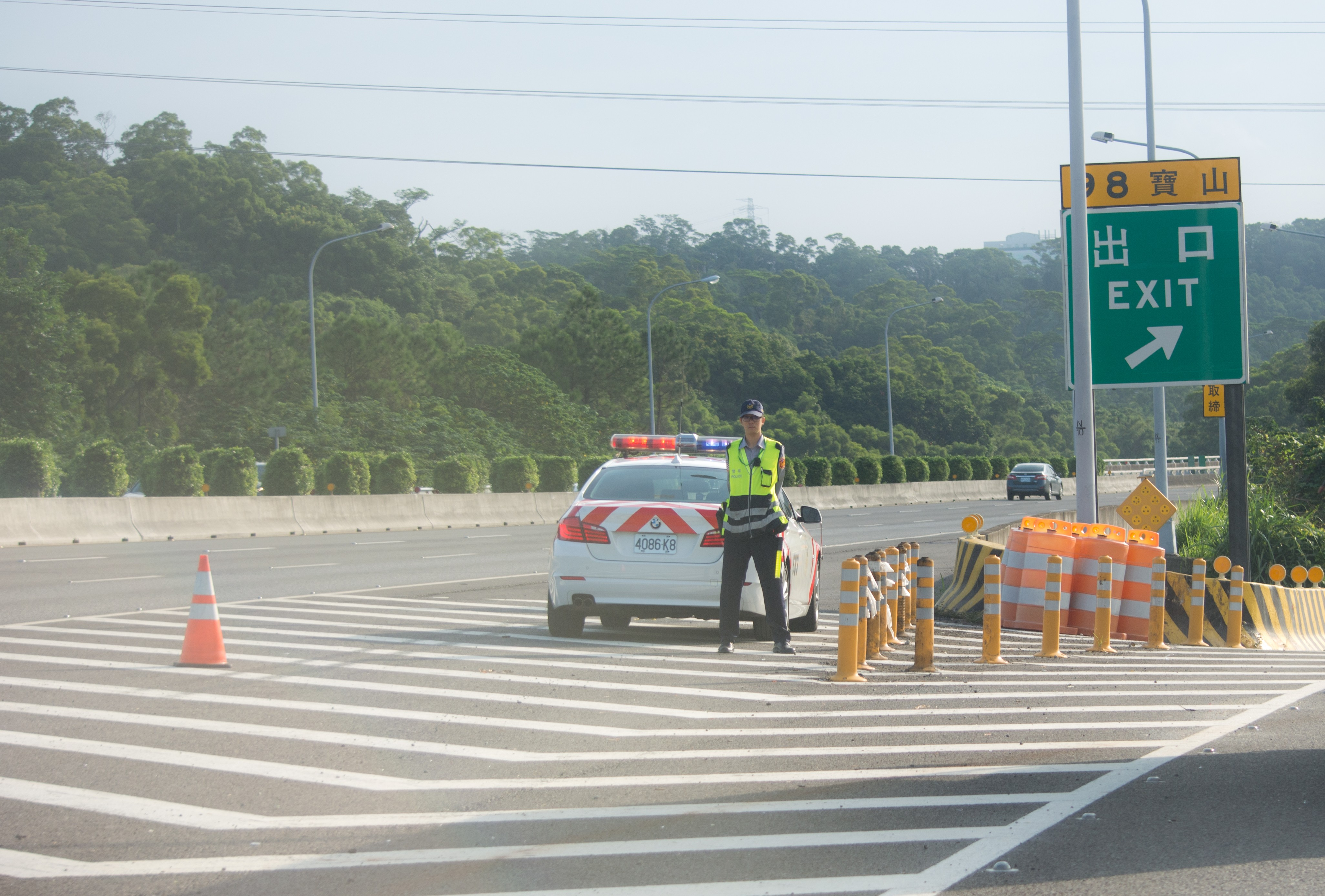
國道警察常在高速公路執勤，使得死亡率高居警界之冠。

各公路警察大隊所屬分（小）隊及其管轄路線，分列如下：
- 第一公路警察大隊[3]
  - 汐止分隊
    - 國道一號
      - 北：0公里~33.371公里，基隆端至五股交流道
      - 南：0公里~34.653公里，基隆端至高公局匝道

    - 國道一號汐五高架
      - 北：14.1公里~32.9公里，汐止端至五股端
      - 南：12.9公里~32.8公里，汐止端至五股端

    - 國道一號五楊高架
      - 南：31.6公里~36.088公里，五股轉接道至泰山轉接道

  - 泰山分隊
    - 國道一號
      - 北：33.371公里~51.593公里，五股轉接道至機場系統
      - 南：34.653公里~52.952公里，高公局匝道至機場系統

    - 國道一號五楊高架
      - 北：30.7公里~51.5公里，五股轉接道至機場系統
      - 南：36.088公里~52.9公里，泰山轉接道至機場系統

    - 國道二號
      - 東：0公里~9.528公里，機場端至機場系統
      - 西：0公里~8.412公里，機場端至機場系統

  - 五楊分隊
    - 國道一號
      - 北：51.593公里~68.808公里，機場系統至楊梅交流道
      - 南：52.952公里~69.46公里，機場系統至楊梅交流道

    - 國道一號五楊高架
      - 北：51.5公里~70.2公里，機場系統至楊梅端
      - 南：52.9公里~70.75公里，機場系統至楊梅端

    - 國道二號
      - 東：9.528公里~11.955公里，機場系統至南桃園交流道
      - 西：8.412公里~11.244公里，機場系統至南桃園交流道
- 第二公路警察大隊[4]
  - 楊梅分隊 
    - 國道一號
      - 北：68.808公里~110公里，楊梅交流道至頭份交流道
      - 南：69.46公里~110.65公里，楊梅交流道至頭份交流道

    - 國道一號五楊高架
      - 北：70.2公里~70.55公里，楊梅端

  - 造橋分隊 
    - 國道一號
      - 北：110公里~149.95公里，頭份交流道至三義交流道
      - 南：110.65公里~150.47公里，頭份交流道至三義交流道

  - 後龍分隊 
    - 國道三號
      - 北：108.84公里~156.42公里，香山交流道至苑裡交流道
      - 南：110.35公里~157.158公里，香山交流道至苑裡交流道
- 第三公路警察大隊[5]
  - 泰安分隊 
    - 國道一號
      - 北：149.95公里~180.95公里，三義交流道至南屯交流道
      - 南：150.47公里~182.01公里，三義交流道至南屯交流道

    - 國道四號
      - 0公里~18.5公里，清水端至豐原端

  - 員林分隊 
    - 國道一號
      - 北：180.95公里~230.156公里，南屯交流道至西螺交流道
      - 南：182.01公里~231公里，南屯交流道至西螺交流道

  - 中興分隊 
    - 台76線
      - 埔鹽交流道至中興系統交流道，10.86公里~32.55公里
- 第四公路警察大隊[6]
  - 斗南分隊 
    - 國道一號
      - 北：230.156公里~270.224公里，西螺交流道至水上交流道
      - 南：231公里~270.676公里，西螺交流道至水上交流道

  - 新營分隊 
    - 國道一號
      - 北：270.224公里~310.650公里，水上交流道至安定交流道
      - 南：270.676公里~311.5公里，水上交流道至安定交流道

  - 新市分隊 
    - 國道一號
      - 北：310.650公里~338公里，安定交流道至路竹交流道
      - 南：311.500公里~338.507公里，安定交流道至路竹交流道

    - 國道八號
      - 東：0公里~10.012公里，台南端至新市交流道
      - 西：0公里~9.115公里，台南端至新市交流道
- 第五公路警察大隊[7]
  - 岡山分隊 
    - 國道一號
      - 北：338公里~374.320公里，路竹交流道至高雄端
      - 南：338.507公里~374.320公里，路竹交流道至高雄端

  - 田寮分隊 
    - 國道三號
      - 北：369.208公里~382.873公里，田寮交流道至燕巢系統
      - 南：369.759公里~383.5公里，田寮交流道至燕巢系統

    - 國道十號
      - 0公里~33.782公里，左營端至旗山端

  - 竹田分隊 
    - 國道三號
      - 北：382.873公里~431.525公里，燕巢系統至大鵬灣端
      - 南：383.5公里~431.525公里，燕巢系統至大鵬灣端
- 第六公路警察大隊[8]
  - 樹林分隊 
    - 國道三號
      - 北：30.55公里~53.863公里，安坑交流道至鶯歌系統
      - 南：31.72公里~54.782公里，安坑交流道至鶯歌系統

  - 龍潭分隊 
    - 國道三號
      - 北：53.863公里~76.31公里，鶯歌系統至關西服務區
      - 南：54.782公里~76.82公里，鶯歌系統至關西服務區

    - 國道二號
      - 東：11.955公里~20.3公里，南桃園交流道至鶯歌系統
      - 西：11.244公里~20.4公里，南桃園交流道至鶯歌系統

  - 竹林分隊 
    - 國道三號
      - 北：76.31公里~108.84公里，關西服務區至香山交流道
      - 南：76.82公里~110.35公里，關西服務區至香山交流道
- 第七公路警察大隊[9]
  - 大甲分隊 
    - 國道三號
      - 北：156.42公里~191.062公里，苑裡交流道至和美交流道
      - 南：157.158公里~192.106公里，苑裡交流道至和美交流道

  - 快官分隊  
    - 國道三號
      - 北：191.062公里~210.94公里，和美交流道至霧峰交流道
      - 南：192.106公里~211.662公里，和美交流道至霧峰交流道

  - 埔里小隊 
    - 國道六號
      - 0公里~37.6公里，霧峰系統至埔里端

  - 名間分隊 
    - 國道三號
      - 北：210.94公里~243.553公里，霧峰交流道至竹山交流道
      - 南：211.662公里~243.614公里，霧峰交流道至竹山交流道
- 第八公路警察大隊[10]
  - 古坑分隊 
    - 國道三號
      - 北：243.553公里~288.58公里，竹山交流道至竹崎交流道
      - 南：243.614公里~291.537公里，竹山交流道至竹崎交流道

  - 白河分隊
    - 國道三號
      - 北：288.58公里~334.318公里，竹崎交流道至官田系統
      - 南：291.537公里~335.432公里，竹崎交流道至官田系統

  - 善化分隊 
    - 國道三號
      - 北：334.318公里~369.208公里，官田系統至田寮交流道
      - 南：335.432公里~369.759公里，官田系統至田寮交流道

    - 國道八號
      - 東：10.012公里~15.5公里，新市交流道至新化端
      - 西：9.115公里~15.5公里，新市交流道至新化端
- 第九公路警察大隊[11]
  - 木柵分隊
    - 國道三號
      - 北：15.65公里~30.55公里，南港系統至安坑交流道
      - 南：16.25公里~31.72公里，南港系統至安坑交流道

    - 國道三甲
      - 0.1公里~5.6公里，台北端至深坑端

    - 南港連絡道
      - 北：0公里~1.4公里，臺北市環東大道至國道三號

  - 七堵分隊
    - 國道三號
      - 北：0公里~15.65公里，基金交流道至南港系統
      - 南：0公里~16.25公里，基金交流道至南港系統

    - 南港連絡道
      - 南：0公里~1.4公里，臺北市環東大道至國道三號

    - 國道五號
      - 北：0公里~14.533公里，南港系統至坪林交流道
      - 南：0公里~14.731公里，南港系統至坪林交流道

    - 台二己線
      - 0公里~3.5公里，港西聯絡道至基金交流道

  - 頭城分隊（蘇澳小隊） 
    - 國道五號
      - 北：14.533公里~54.3公里，坪林交流道至蘇澳交流道
      - 南：14.731公里~54.3公里，坪林交流道至蘇澳交流道

## 機關首長
| 職稱     | 姓名   | 職等     | 學歷                         | 主要經歷                             |
| -------- | ------ | -------- | ---------------------------- | ------------------------------------ |
| 局長     | 顔旺盛 | 三線三星 | 中央警官學校刑事警察學系51期 | 警政署督察室主任                     |
| 副局長   | 黃文哲 | 三線二星 | 國立高雄師範大學教育學類碩士 | 內政部警政署保安警察第一總隊副總隊長 |
| 副局長   | 許芳毅 | 三線二星 | 中央警察大學警政研究所碩士   | 內政部警政署保安警察第一總隊副總隊長 |
| 副局長   | 陳杏結 | 三線二星 |                              | 國道公路警察局主任秘書               |
| 主任秘書 |        | 三線二星 |                              |                                      |

## 外部連結
- 內政部警政署國道公路警察局全球資訊網 （页面存档备份，存于）
- 國道公路警察局的Facebook專頁
- YouTube上的國道公路警察局頻道